# Jan Guryca
Jan Guryca (* 28. Oktober 1982 in Chamonix, Frankreich) ist ein deutsch-französischer Eishockeytorwart, der seit 2022 beim EHC Neuwied (EHC „Die Bären“ 2016 e. V.) in der Central European Hockey League spielt.

## Karriere

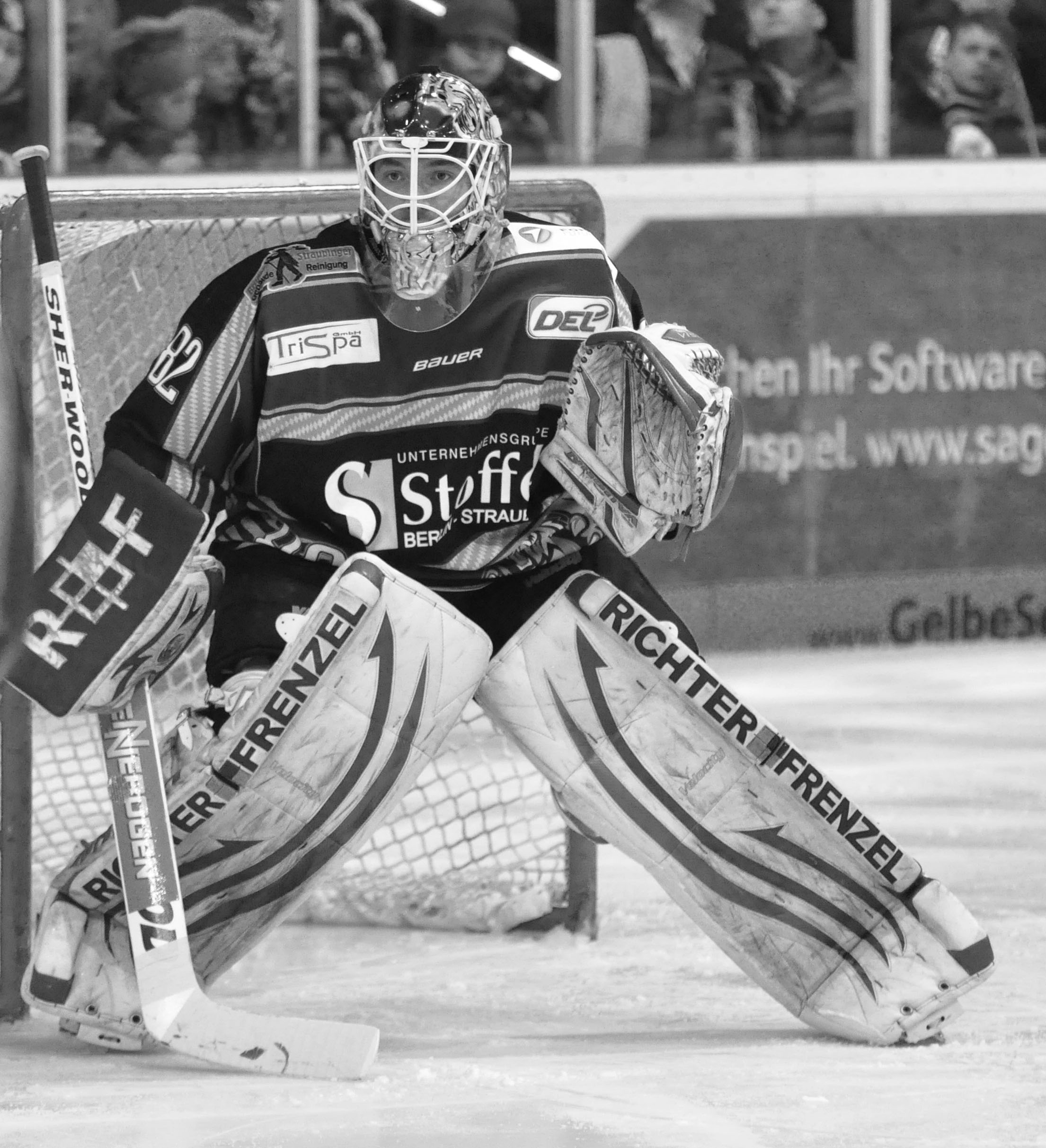
Guryca im Trikot der Straubing Tigers (2012).

Guryca feierte sein Profidebüt in der Saison 2000/01, als er erstmals zwischen den Pfosten des EC Bad Nauheim in der 2. Bundesliga stand. Außerdem wurde der Torwart in der Abstiegsrunde derselben Spielzeit erstmals in den DEL-Kader des Kooperationspartners Frankfurt Lions berufen, ohne allerdings einen Einsatz für die Hessen zu absolvieren. Zur Spielzeit 2003/04 wechselte der Linksfänger zum Oberligisten ERV Schweinfurt und wurde dank einer Förderlizenz erneut in einen DEL-Kader berufen. Allerdings absolvierte er auch für die Düsseldorfer EG keinen Einsatz in der höchsten Liga.
Nach vier Jahren in Schweinfurt wechselte Jan Guryca zum Zweitligisten Eisbären Regensburg. Mit einer Förderlizenz stand er außerdem im erweiterten Aufgebot des Kooperationspartners Nürnberg Ice Tigers, ohne allerdings erneut zum Einsatz in der Deutschen Eishockey Liga zu kommen. Zur Saison 2007/08 unterschrieb der Torhüter einen Vertrag beim REV Bremerhaven, wo er durch eine Förderlizenz auch für die Hannover Scorpions in der DEL spielberechtigt war. 2010 wechselte Guryca nach drei Jahren in Bremerhaven zu den Straubing Tigers in die DEL.
Im Dezember 2013 wechselte Guryca zurück zum EC Bad Nauheim in die DEL2. Nach der Saison 2018/19 beendete er zunächst seine Profikarriere, um in Vollzeit als Versicherungsmakler zu arbeiten. Zudem spielte er für die EG Diez-Limburg in der Regional- und Oberliga.
Seit Beginn der Saison 2022/23 spielt er für den EHC Neuwied, mit dem er in dieser Spielzeit auch Meister in der Regionalliga West werden konnte. Zur Saison 2024/25 tritt er mit dem EHC Neuwied in der Central European Hockey League (ehemals BeNe League) an und arbeitet in Vollzeit im Bereich der Sportversicherungen.